# Шипов, Алексей Иванович
Алексе́й Ива́нович Ши́пов (1898, Ардатов — 25 мая 1918, Кулебаки) — красногвардеец, именем которого названа улица.

## Биография
Родился в 1898 году в городе Ардатове Нижегородской губернии. После Октябрьской революции 1918 года стал членом кулебакского отряда Красной гвардии. 25 мая 1918 года в Кулебаках произошли вооружённые столкновения, во время которых группа правых эсеров совершила нападение на штаб Красной гвардии и бросила в него бомбу. В результате нападения трое красноармейцев (Шипов, Есин и Бутов) погибли. В тот же день мятеж был подавлен, а комитет правых эсеров арестован. Шипов и другие погибшие красноармейцы были похоронены в Кулебаках на братском кладбище.

## Память
Именем Алексея Ивановича Шипова названа улица в городе Кулебаках.